# Соборна площа (Одеса)
Собо́рна пло́ща — одна з головних площ міста Одеси. Має форму неправильного п'ятистінника. Утворена перетином вулиць Преображенської, Садової, Зеленого, Кіри Муратової, Спиридонівської, площі Віри Холодної, Дерибасівської, Грецької.
З 2005 року на площі міститься виставка-продаж одеських митців, де будь-який охочий може придбати картину або сувенір ручної роботи.

## Назва
Вперше площа згадується 1828 року під назвою «Преображенська». У 30-ті роки XIX століття вона іменується то Соборною, то Преображенською, навіть іменувалася Плац-Парадом або плац-парадним майданчиком.
З 1920 року Соборна стала площею Червоної армії, в роки румунської окупації знов Соборною, з 1946 року — Радянської армії. 1991 року площі було повернуто історичну назву.

## Історія

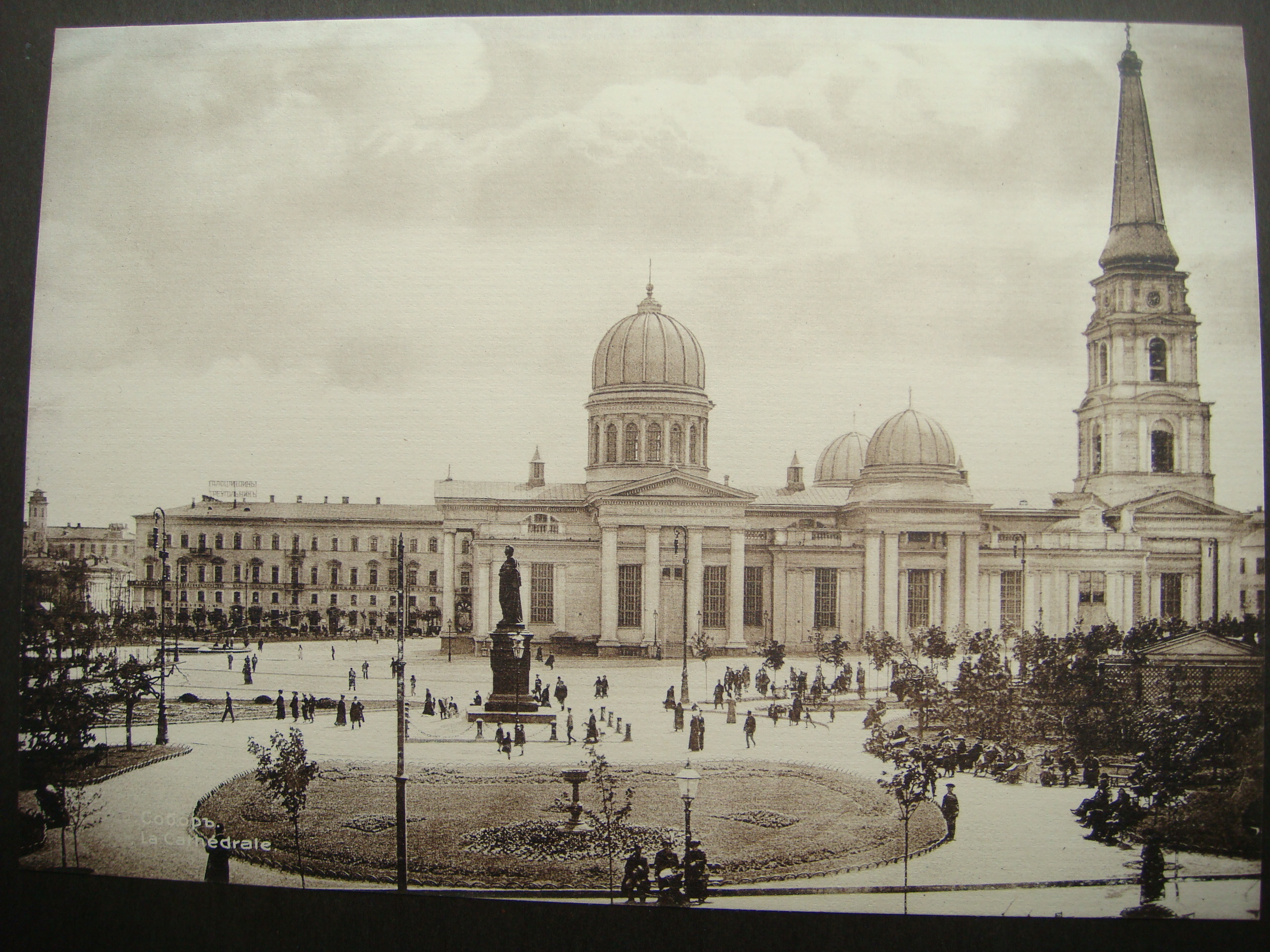
Краєвид Соборної площі від будинку Русова. Початок XX століття

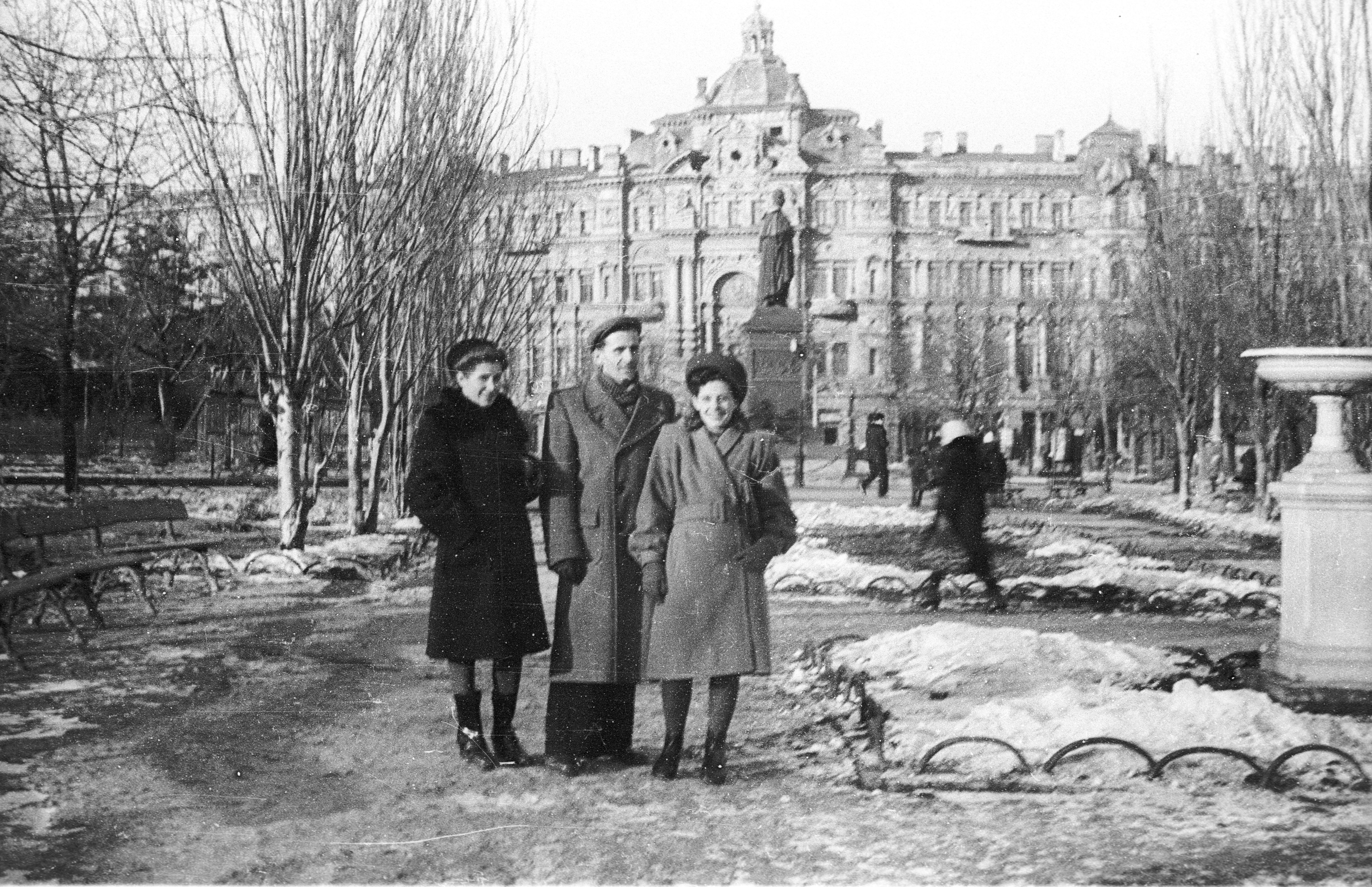
Соборна площа в 1950 році

З моменту заснування міста Соборна площа була головним майданом Одеси. Тут розпочинались та проходили міські та церковні свята.
У центрі площі розташований Спасо-Преображенський собор, який і дав назву площі, побудований у 1795 році. Собор розвивався стрімко і незабаром з невеликої церкви виріс до одного з найбільших соборів Росії та головного храму Новоросії, яким вважався вже на початку XX століття. Собор міг вмістити в себе 12 000 осіб. 1936 року будівлю собору було знищено, а на його місці було встановлено фонтан та зроблені клумби. Відновлення Спасо-Преображенського собору почалось 1999 року. 
У північній частині площі на високому п'єдесталі встановлено бронзову статую Михайла Воронцова — генерал-губернатора Новоросійського краю. Саме з його ім'ям пов'язують культурний та економічний розквіт Одеси. Пам'ятник було відкрито 8 листопада 1863 року. Його автори дві знаменитих в Одесі та за її межами особистості: мюнхенський скульптор Ф. Бруггер та одеський архітектор Франческо Боффо.

## Футбольна «Соборка»
Ще з радянських часів на площі часто-густо збиралися футбольні вболівальники. Зазвичай ті, хто вболівав за місцевий футбольний клуб «Чорноморець».

## Галерея

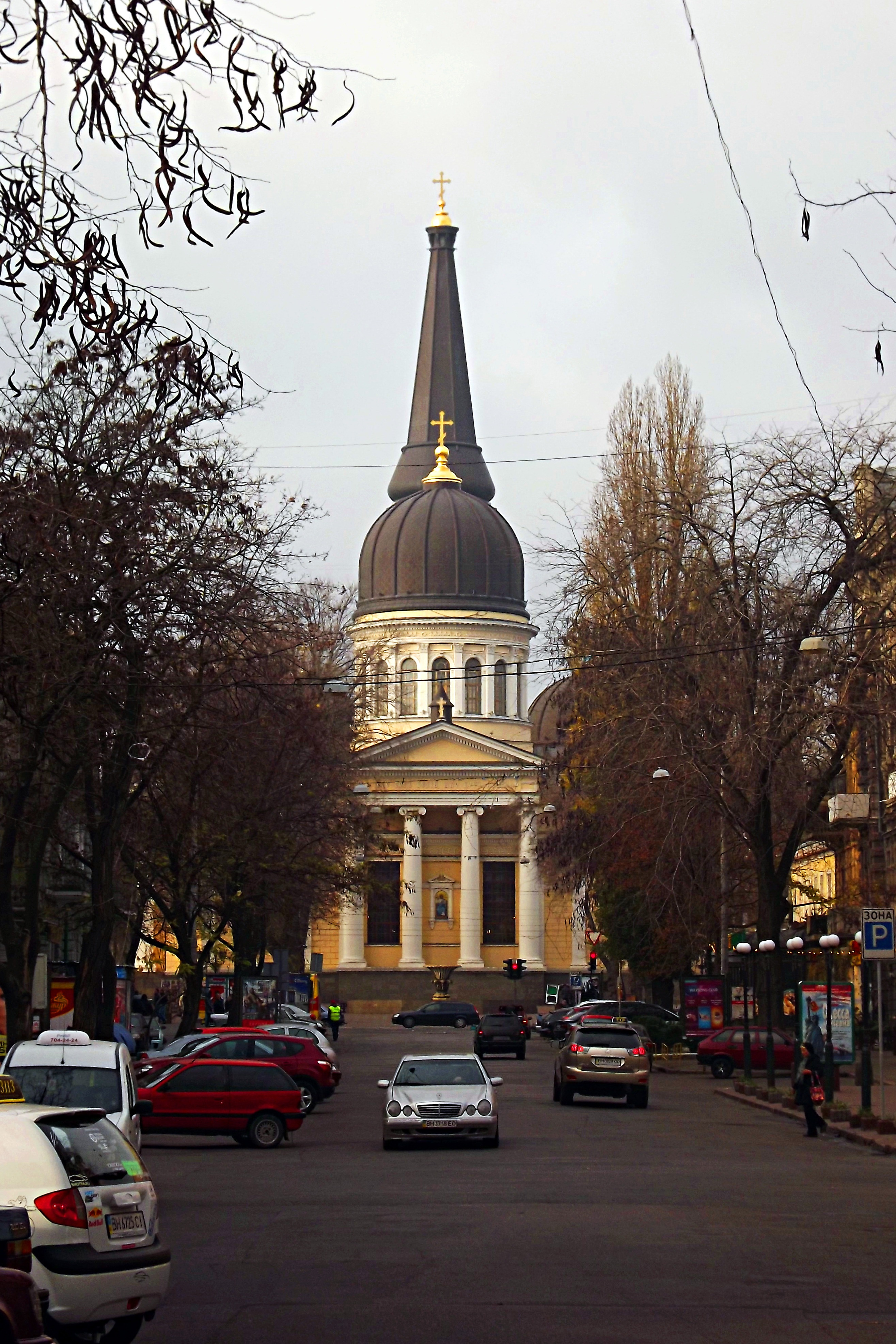
Вигляд на площу і собор з вулиці Грецької
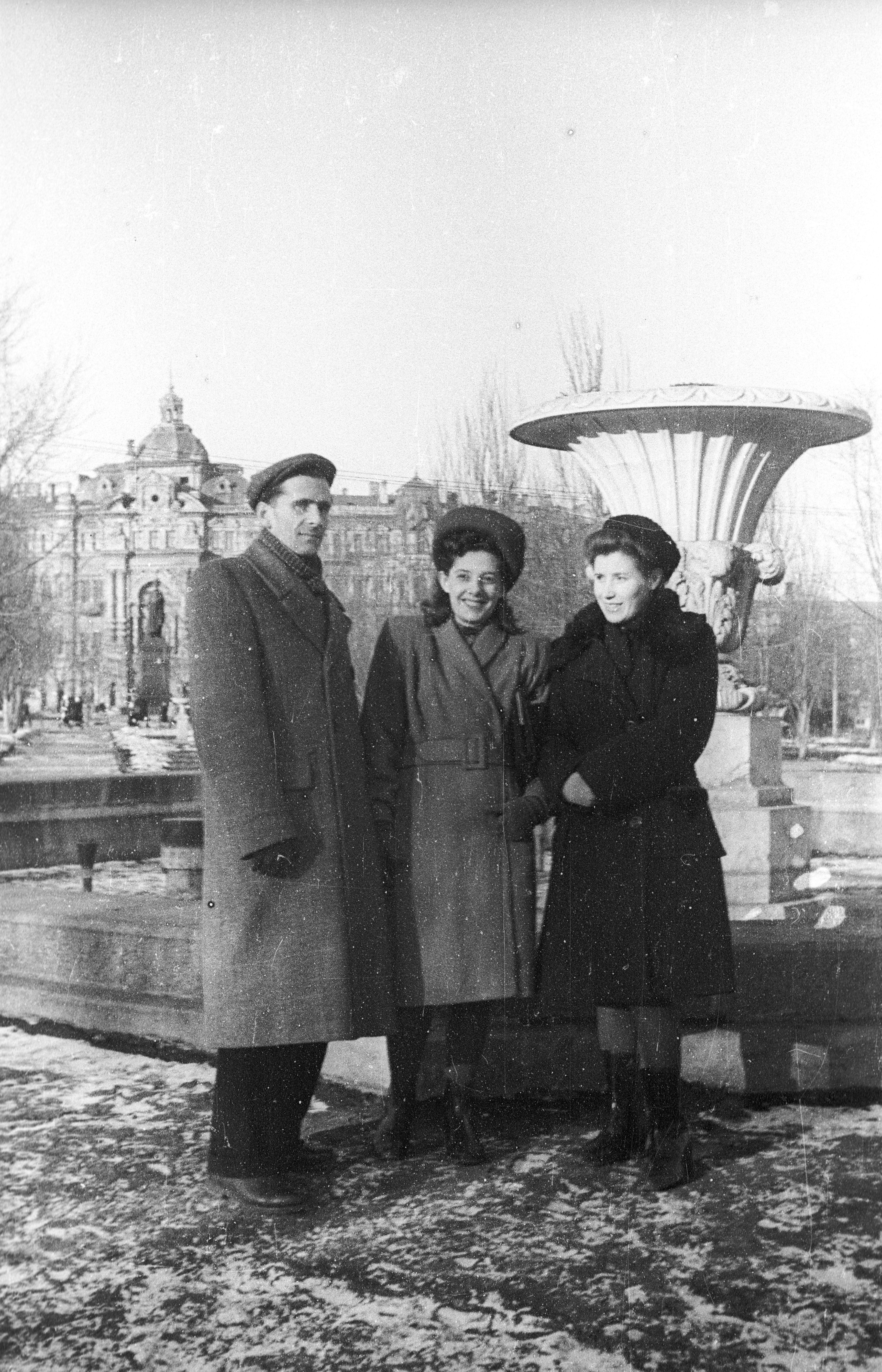
Соборна площа в 1950 році. Фонтан-пам'ятник на честь відкриття міського водопроводу («Ваза Філатова»)
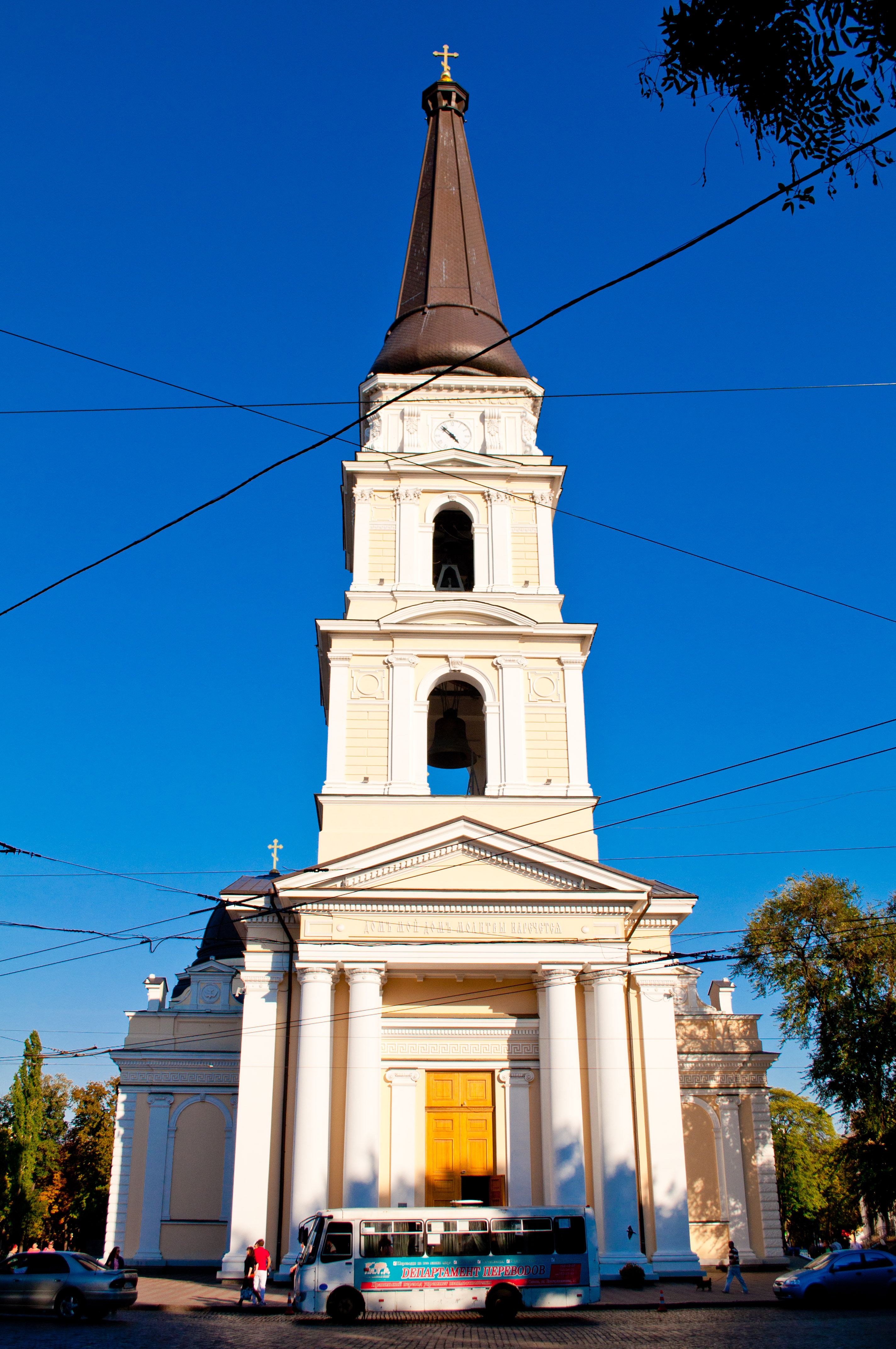
Спасо-Преображенський собор
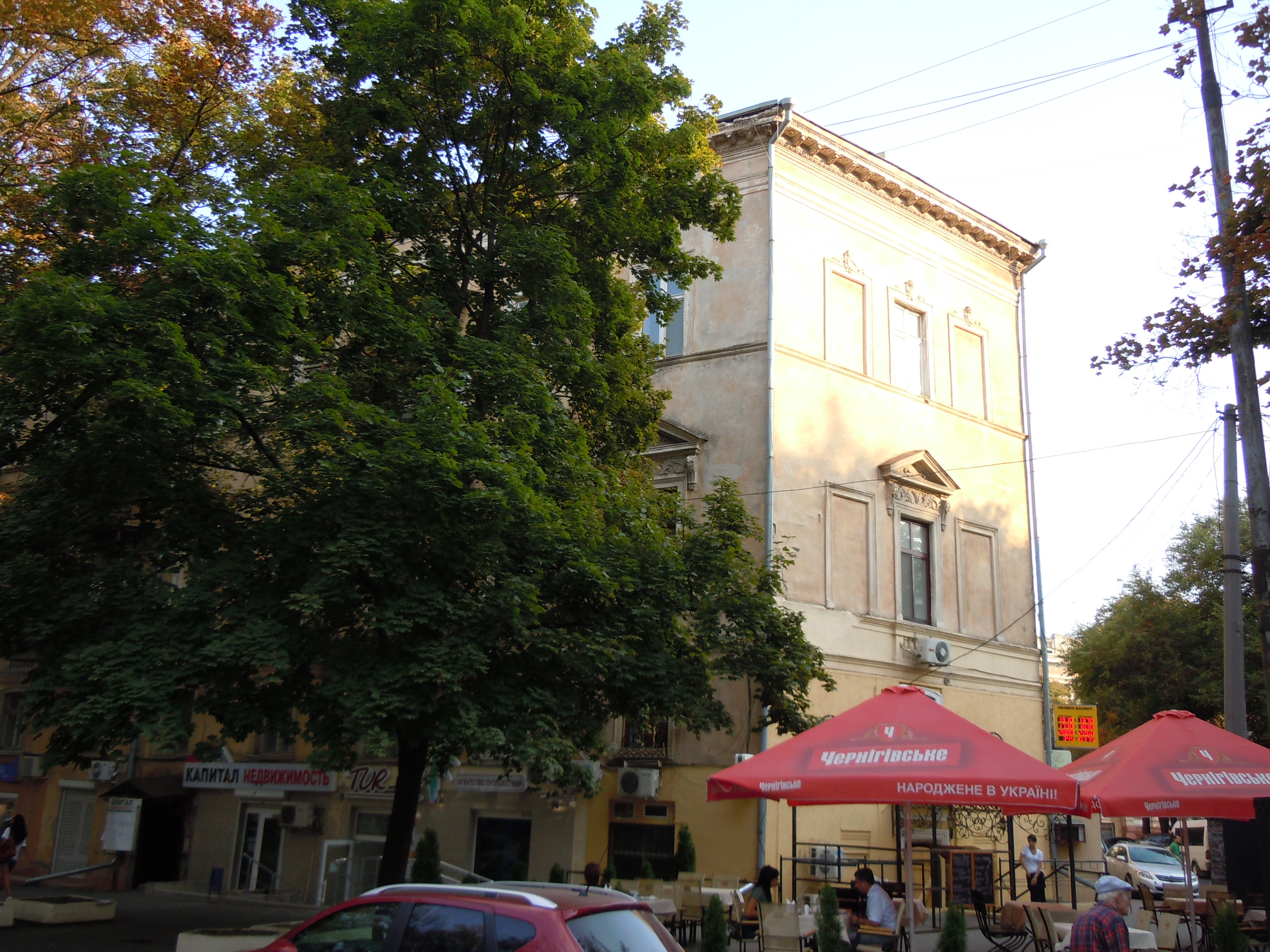
Будинок Папудова (Соборна пл. 1)
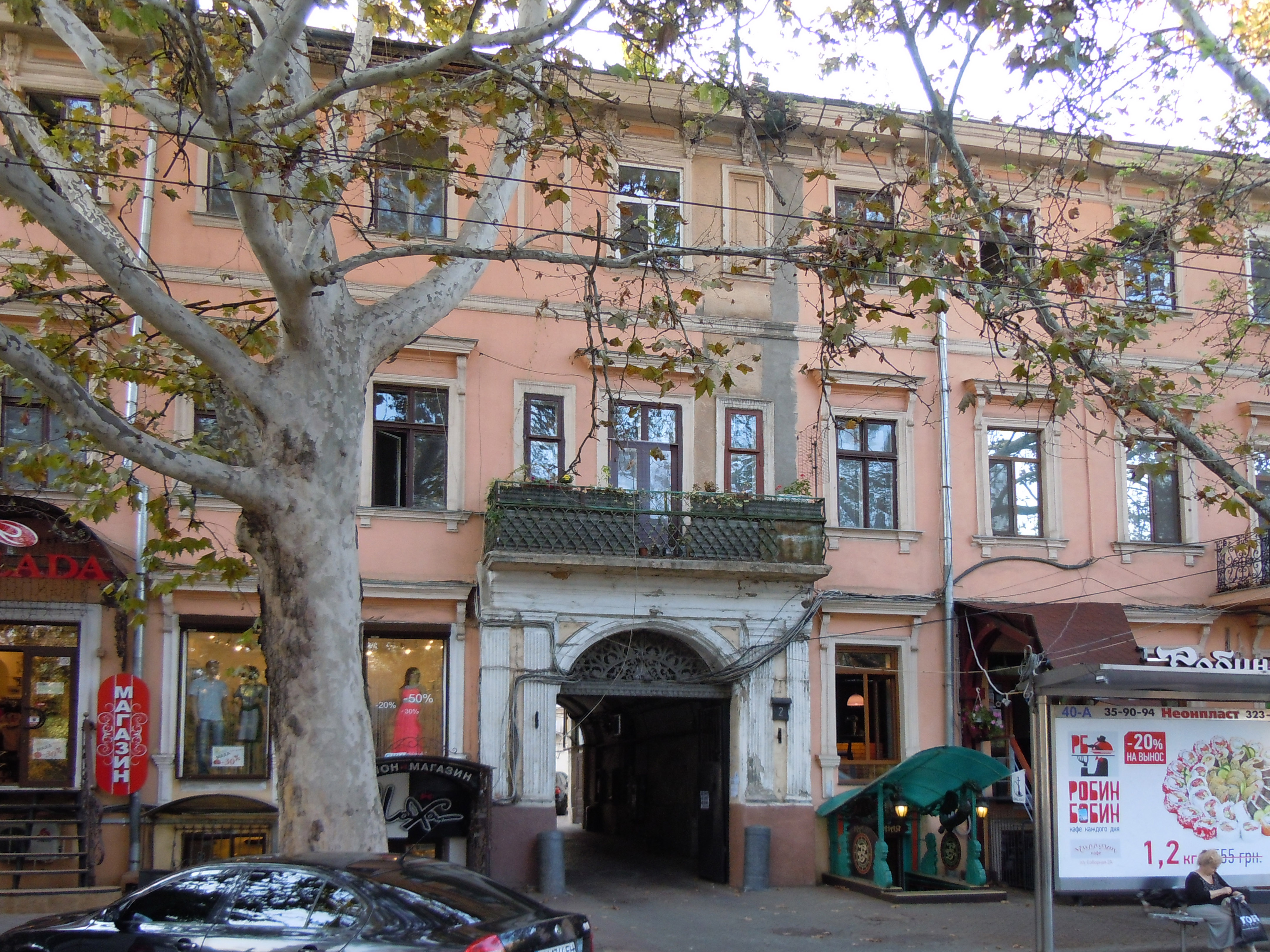
Будинок житловий Рокко (Соборна пл. 2)
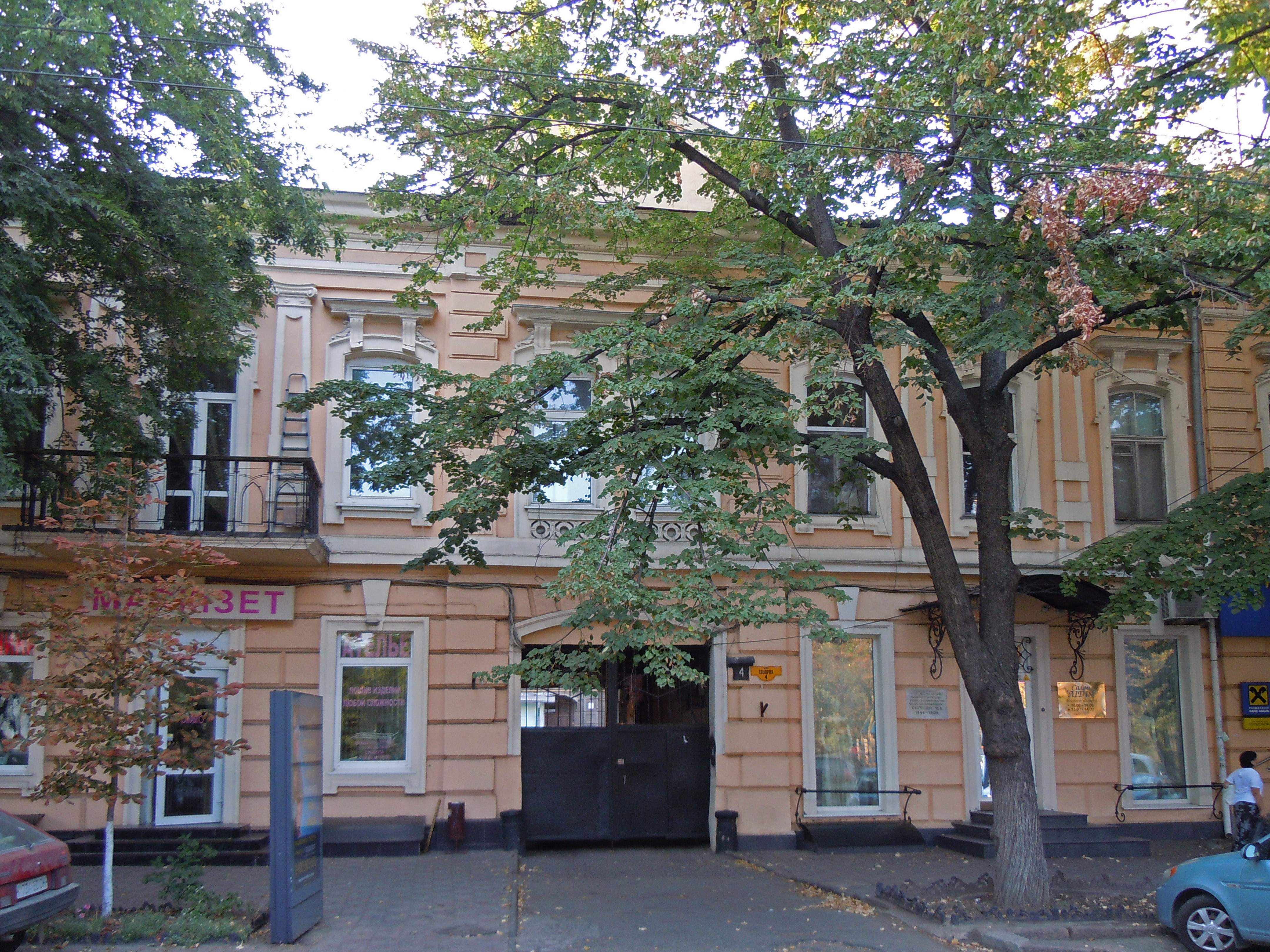
Соборна пл. 4
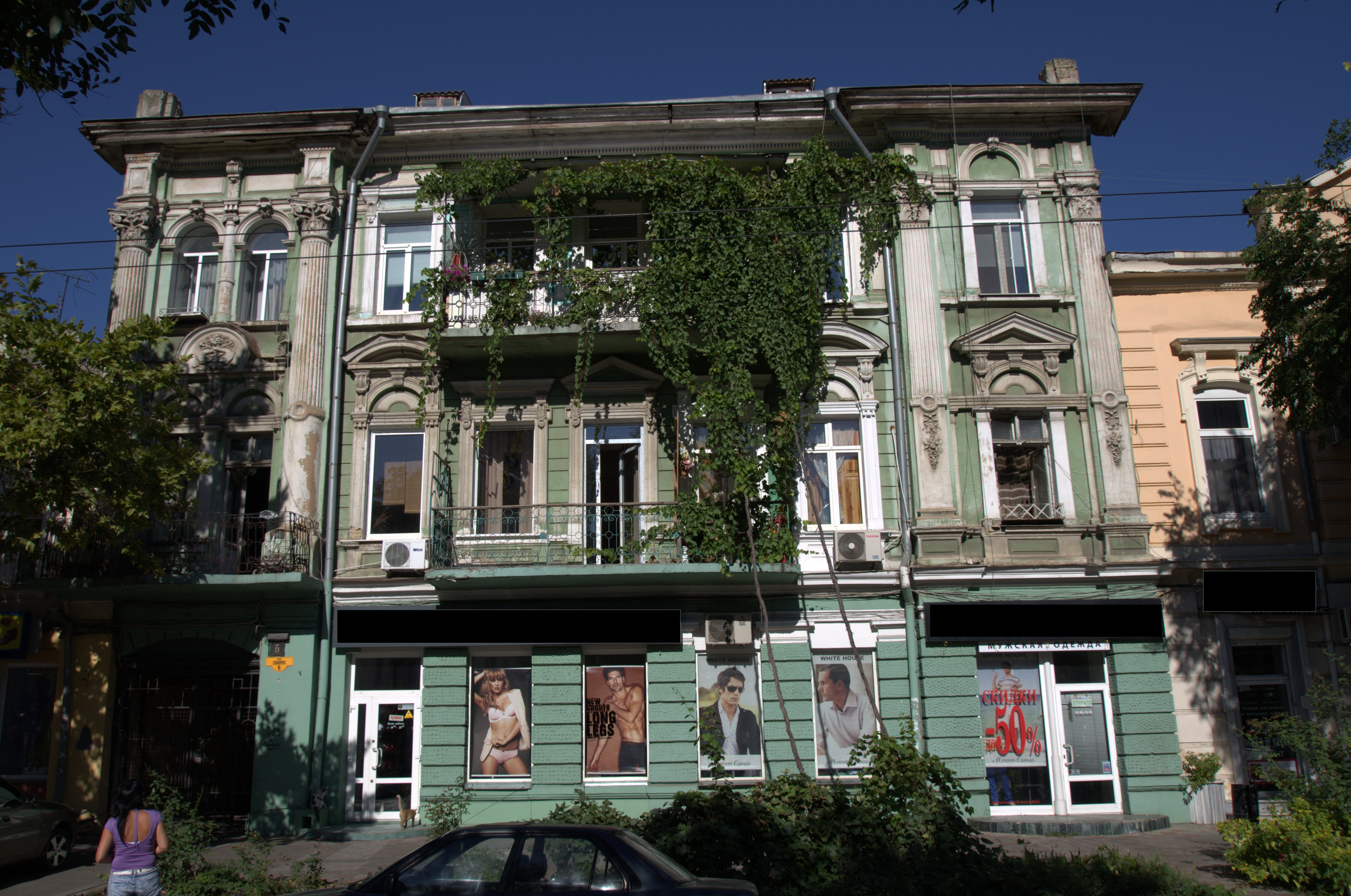
Соборна пл. 6
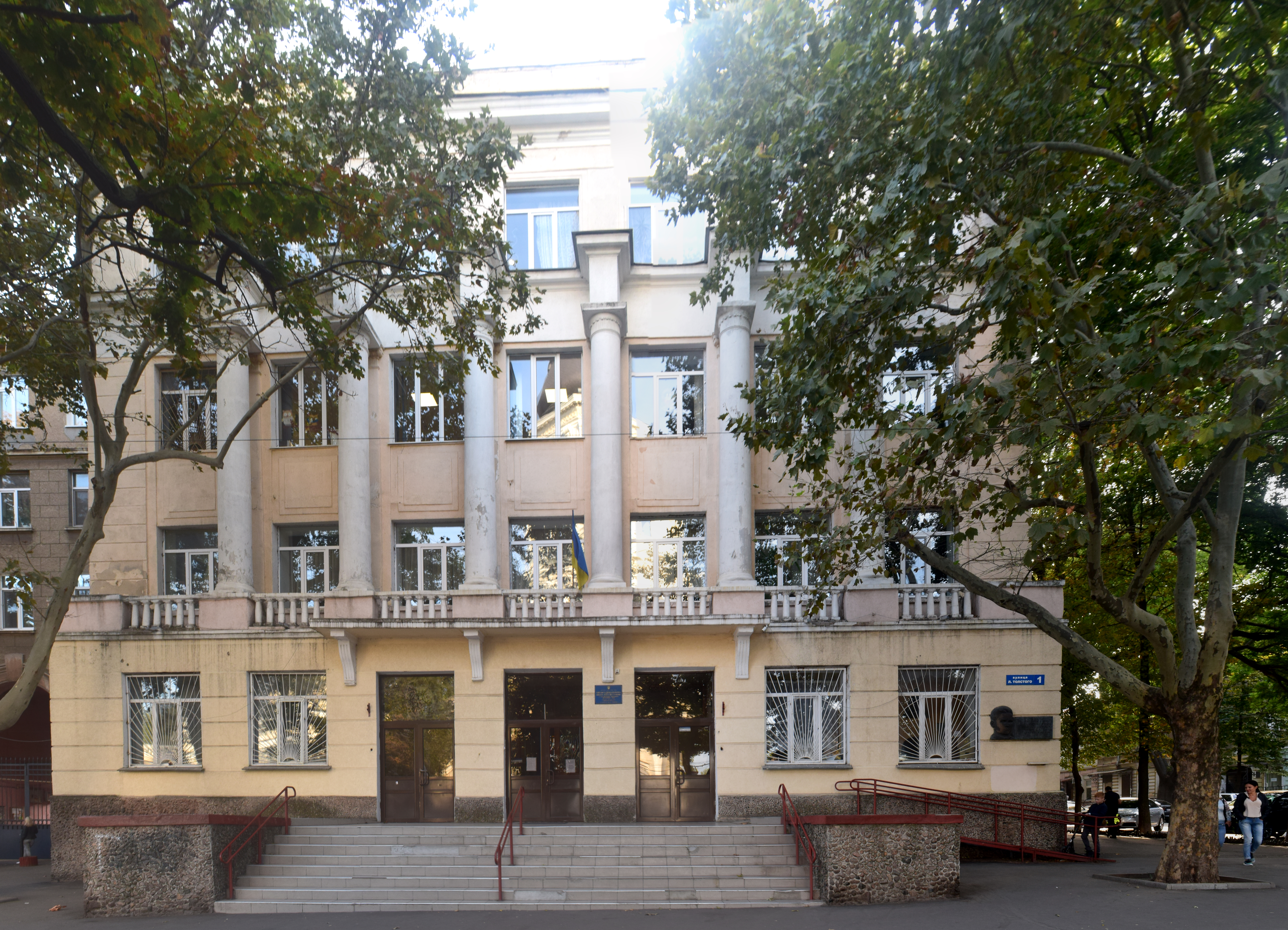
ріг вул. Муратової — ліцей № 121, типовий проєкт 108
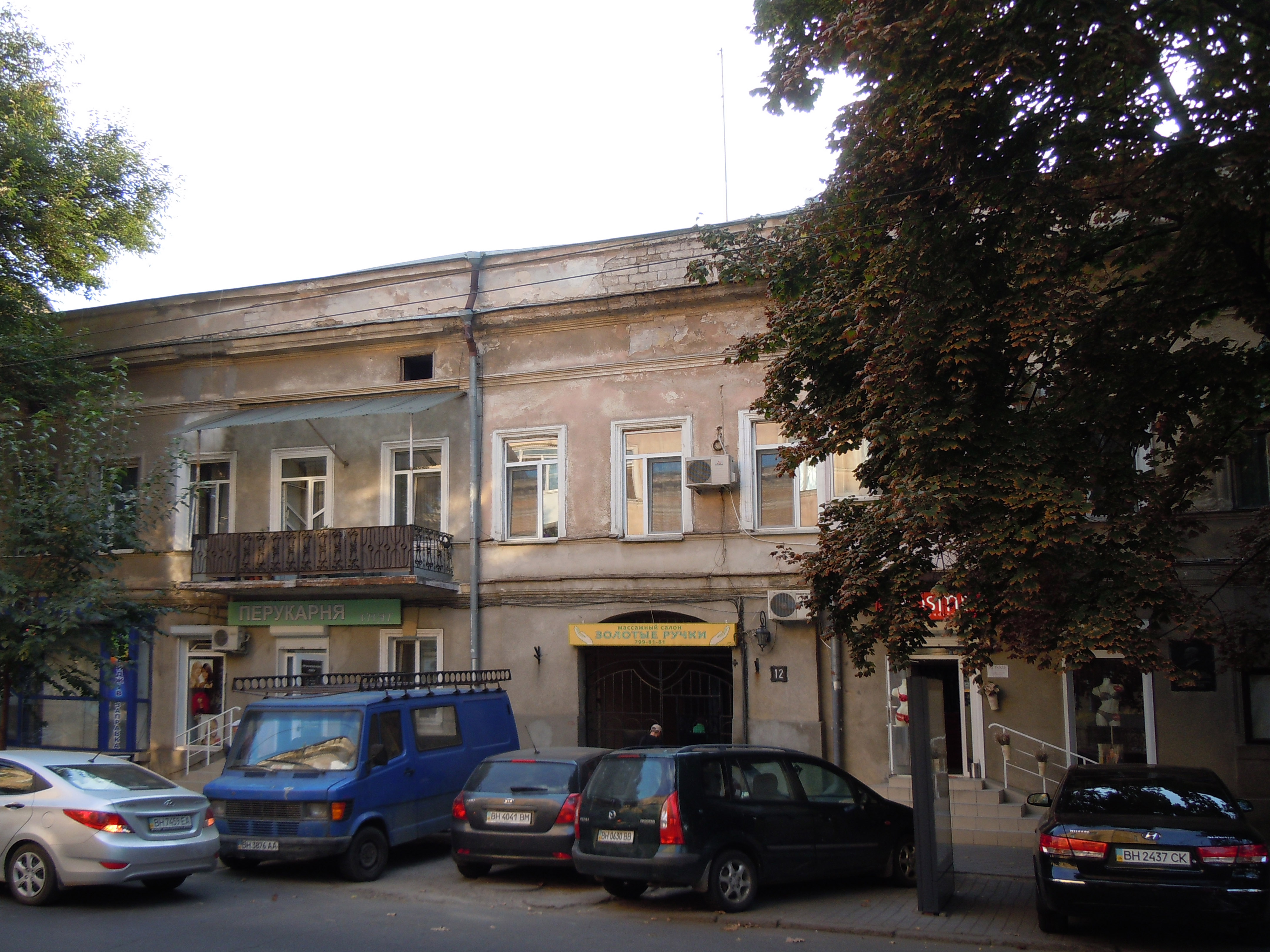
Соборна пл. 12
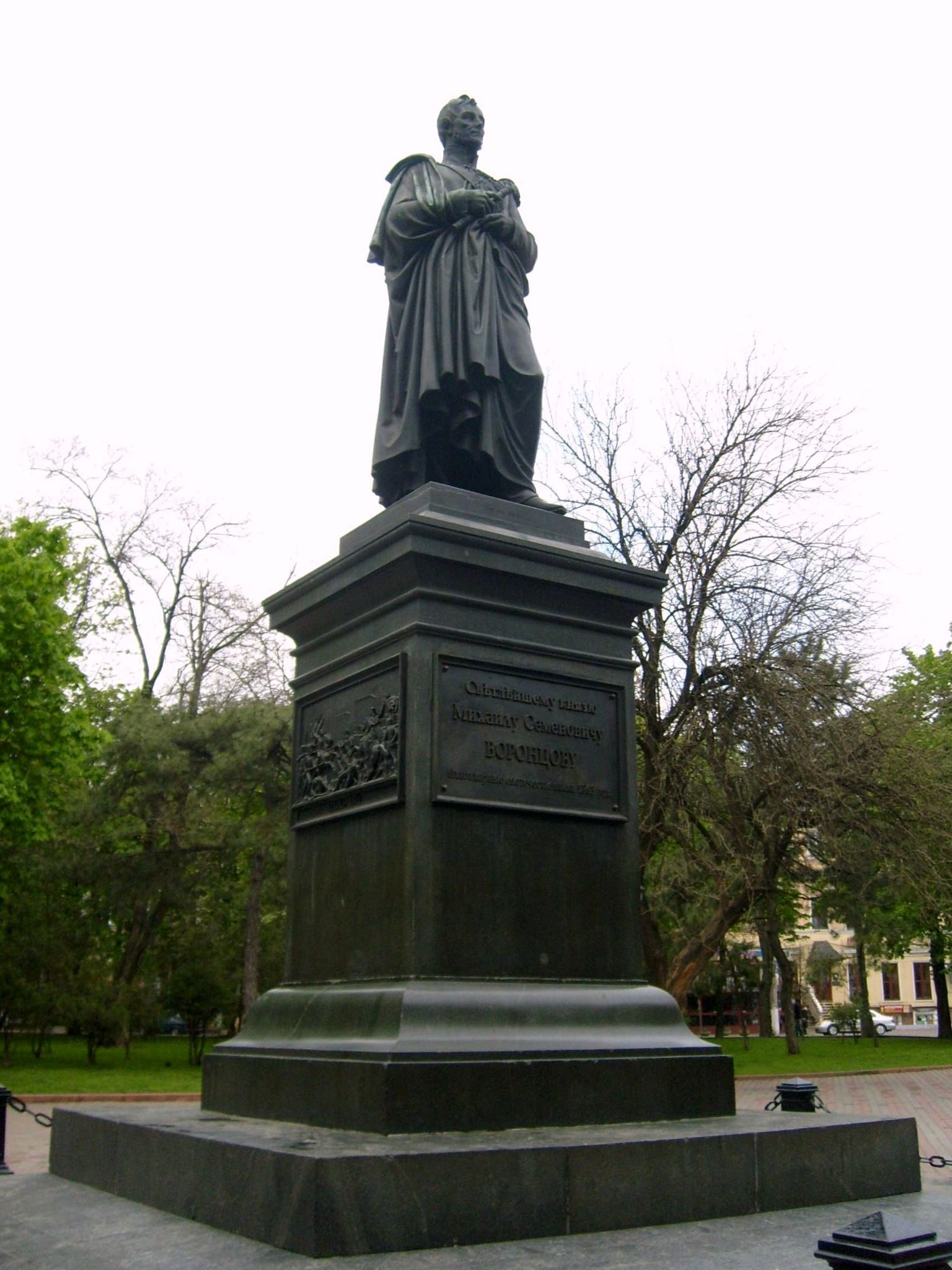
Монумент Воронцову
Монумент Святителю Інокентію